# Condado de White (Georgia)
El condado de White (en inglés: White County), fundado en 1857, es uno de 159 condados del estado estadounidense de Georgia. En el año 2000, el condado tenía una población de 19 944 habitantes y una densidad poblacional de 111 personas por km². La sede del condado es Cleveland.

## Geografía
Según la Oficina del Censo, el condado tiene un área total de 627 km² (242,1 mi²), de la cual 624 km² (240,9 mi²) es tierra y 3 km² (1,2 mi²) (0.24%) es agua.

### Condados adyacentes
- Condado de Towns - norte
- Condado de Habersham - este
- Condado de Hall - sur
- Condado de Lumpkin - oeste
- Condado de Union - noroeste

## Demografía
Según el censo de 2000, había 19 944 personas, 7731 hogares y 5782 familias que residían en el condado. La densidad de población era de 83 personas por milla cuadrada (32/km ²). Había 9454 viviendas en una densidad promedio de 39 por milla cuadrada (15/km ²). La composición racial del condado era del 95,16% blancos, 2,17% negros o afroamericanos , 0,40% amerindios, 0,51% asiáticos, 0,18% isleños del Pacífico, el 0,51% de otras razas, y un 1,07% de dos o más razas. El 1,56% de la población eran hispanos o latinos de cualquier raza.
Había 7731 hogares fuera de los cuales el 31,20% tenían niños bajo la edad de 18 años, 62,70% eran casados viviendo juntos, el 8,70% tenían a una mujer divorciada como cabeza de la familia y 25.20% no eran familias. El 21,70% de todas las casas estaban compuestas de individuos y 8.60% tenían a alguna persona anciana de 65 años de edad o más. El tamaño del hogar promedio era de 2,51 y el tamaño promedio de una familia era de 2,91.
El ingreso medio para una casa en el condado era de $36 084, y la renta media para una familia era $40 704. Los hombres tenían una renta media de $29 907 contra $22 168 para las mujeres. La renta per cápita del condado era de $17 193. Alrededor del 8,40% de las familias y el 10,50% de la población estaban por debajo de la línea de pobreza, incluyendo el 12,30% de los menores de 18 años y el 15,40% mayores de 65 años.

## Transporte

### Principales carreteras
- U.S. Route 129
- Ruta Estatal de Georgia 11
- Ruta Estatal de Georgia 17
- Ruta Estatal de Georgia 75

## Localidades
- Helen
- Cleveland
- Sautee Nacoochee